# Isla Príncipe Carlos Forland
La isla Príncipe Carlos Forland (en noruego: Prins Karls Forland o Forlandet) es una isla del océano Ártico, que forma parte del archipiélago de Svalbard. La isla está directamente al oeste de la Tierra de Óscar II (Oscar II Land) en Spitsbergen y constituye la parte occidental de Svalbard. Toda la isla y la zona marítima circundante constituye el Parque nacional Forlandet (Forlandet nasjonalpark).
La isla fue avistada por primera vez por el explorador neerlandés Willem Barents en 1596. En 1610, el explorador inglés Jonas Poole llamó a la isla Punto Negro (Black Point Isle). En 1612 los balleneros ingleses se referían a la isla como Prince Charles' Foreland, por el hijo de Rey James, Carlos o Charles (más tarde rey de Inglaterra y Escocia). Los neerlandeses la llamaron isla Kijn, por un comerciante, que, subiendo a una colina alta en 1612, cayó y se rompió el cuello. Los ingleses construyeron una estación temporal de la caza de ballenas en la punta norte de la isla, conocida por ellos como Fair Foreland (hoy Fuglehuken).